# Barry van Galen
Pour les articles homonymes, voir Van Galen.
Bart « Barry » van Galen, né le 4 avril 1970 à Haarlem aux Pays-Bas, est un footballeur international néerlandais qui joue au poste de milieu central.

## Biographie

### En club
Né à Haarlem aux Pays-Bas, Barry van Galen commence sa carrière au HFC Haarlem, en deuxième division néerlandaise.
Lors de l'été 1993, van Galen rejoint le Roda JC, club avec lequel il découvre la première division néerlandaise. Il joue son premier match dans l'élite le 22 août 1993, lors de la deuxième journée de la saison 1993-1994, contre le FC Volendam. Il est titularisé et son équipe s'impose par deux buts à zéro.
En juillet 1997, Barry van Galen s'engage en faveur de l'AZ Alkmaar. Il inscrit son premier but pour le club le 27 octobre 1998 contre le MVV Maastricht, lors d'un match de coupe des Pays-Bas. Il ouvre le score et son équipe s'impose par trois buts à un.
Avec l'AZ, van Galen atteint les demi-finales de la Coupe UEFA 2004-2005. Son équipe affronte le Sporting CP, s'inclinant à l'aller à l'extérieur le 28 avril 2005 (2-1) puis s'imposant au retour le 5 mai 2005 à domicile (3-2), ce qui n'est pas suffisant pour se qualifier, le Sporting ayant l'avantage sur l'ensemble des deux rencontres.
Milieu de terrain hargneux, van Galen détient un temps le record de cartons jaunes écopés en première division néerlandaise avant que Jean-Paul de Jong puis Patrick Pothuizen (en) ne le détrônent dans cette catégorie. Mais il est également un joueur apprécié pour sa détermination, sa technique, la qualité de son pied gauche, et surtout sa fidélité, qui font de lui l'un des joueurs les plus populaires de l'AZ, où il joue pendant 9 ans. Il met un terme à sa carrière en 2006 après 257 matchs joués pour le club.

### En sélection
Longtemps considéré comme le meilleur joueur néerlandais à n'avoir jamais porté le maillot de la sélection, Barry van Galen est finalement convoqué pour la première fois avec l'équipe nationale des Pays-Bas en novembre 2004 par le sélectionneur Marco van Basten. Il honore ainsi sa première sélection le 17 novembre 2004 contre Andorre. Il est titularisé et les Pays-Bas s'imposent par trois buts à zéro ce jour-là,. Cette apparition fait de lui le joueur le plus vieux à faire ses débuts avec la sélection des Pays-Bas, à 34 ans et 227 jours. Ce record est toutefois battu en 2010 par Sander Boschker.

## Reconversion
Après sa carrière de joueur terminée en 2006 avec l'AZ Alkmaar, Barry van Galen devient recruteur pour le club. Il occupe cette fonction pendant treize ans avant de quitter son poste en décembre 2019.